# サッカーリヒテンシュタイン代表
サッカーリヒテンシュタイン代表（サッカーリヒテンシュタインだいひょう、ドイツ語:Liechtensteiner Fussballnationalmannschaft）はリヒテンシュタインサッカー連盟 (LFV) によって編成されるリヒテンシュタインのサッカーのナショナルチームである。本拠地は首都・ファドゥーツにあるラインパーク・シュタディオン。

## 歴史
初の国際試合は1982年3月9日のスイス戦で0-1で敗れた。UEFA欧州選手権1996から国際大会予選に参加するようになった。2004年10月9日、2006 FIFAワールドカップ予選・ポルトガル戦で0-2から後半に追いつきドローに持ち込む番狂わせを演じた。その4日後の10月13日にはルクセンブルクに4-0で勝利。初のアウェーでの勝利であり、またFIFAワールドカップ予選での初勝利だった。FIFAランキングの過去最高は2008年1月に記録した118位である。
国際サッカー連盟 (FIFA) に加盟しているヨーロッパの国の中で、唯一国内リーグ戦を開催しておらず、FCファドゥーツとUSVエッシェン・マウレンが特例で隣国スイスのサッカーリーグに参加している。代表選手の大半がこの2クラブのいずれかに所属している。2000年代後半にはリヒテンシュタイン代表を強化する目的でリヒテンシュタイン・ランデス銀行がFCファドゥーツに積極的な投資を行った結果、2008年チャレンジリーグ（2部）で優勝し、史上初めてスーパーリーグ（1部）昇格を果たした。

## FIFAワールドカップの成績
- 1930 - 不参加
- 1934 - 不参加
- 1938 - 不参加
- 1950 - 不参加
- 1954 - 不参加
- 1958 - 不参加
- 1962 - 不参加
- 1966 - 不参加
- 1970 - 不参加
- 1974 - 不参加
- 1978 - 不参加
- 1982 - 不参加

- 1986 - 不参加
- 1990 - 不参加
- 1994 - 棄権
- 1998 - 予選敗退
- 2002 - 予選敗退
- 2006 - 予選敗退
- 2010 - 予選敗退
- 2014 - 予選敗退
- 2018 - 予選敗退
- 2022 - 予選敗退
- 2026 -

## UEFA欧州選手権の成績
- 1960 - 不参加
- 1964 - 不参加
- 1968 - 不参加
- 1972 - 不参加
- 1976 - 不参加
- 1980 - 不参加
- 1984 - 不参加
- 1988 - 不参加
- 1992 - 不参加
- 1996 - 予選敗退

- 2000 - 予選敗退
- 2004 - 予選敗退
- 2008 - 予選敗退
- 2012 - 予選敗退
- 2016 - 予選敗退
- 2020 - 予選敗退
- 2024 - 予選敗退

## 歴代監督
- Erich Bürzle (1990,1997)
- Dietrich Weise (1994-1996)
- Alfred Riedl (1997-1998)
- ラルフ・ルース (1998-2003)
- Walter Hörmann (2003-2004)
- マーティン・アンデルマット (2004-2006)
- Urs Meier (2006)
- ハンス・ペーター・ツァウグ (2006-2012)
- レナ・パウリスッチ (2013-2018)
- Helgi Kolviðsson

## 歴代選手
GK
- ベンジャミン・ビュヘル
- ガブリエル・フォーザー
- ロレンツォ・ロ・ルッソ

DF
- フェリックス・オベルワディツァー
- ラース・トラバー
- マルティン・マークサー
- マクシミリアン・ゲッペル
- サンドロ・ウォルフィンガー
- ルーカス・グラバー

MF
- マルセル・ビュヘル
- サンドロ・ヴィーザー
- ファビオ・ウォルフィンガー
- アロン・セレ
- シモン・リュヒンガー
- ニコラス・ハスラー
- リヴィオ・メイアー
- リアム・クランツ
- フィリップ・オスペルト
- ケニー・キンドル

FW
- エマヌエル・ジュンド
- デニス・サラノヴィッチ
- フェルハト・サグラム
- アンドリン・ネッツァー
- ファビオ・ルケ・ノタロ

## 歴代記録
| 順位 | 選手                       | 出場 | 得点 | 期間      |
| ---- | -------------------------- | ---- | ---- | --------- |
| 1    | マリオ・フリック           | 125  | 16   | 1993-2015 |
| 1    | ペーター・イェーレ         | 125  | 0    | 1998-     |
| 3    | マルティン・シュトックラサ | 113  | 5    | 1996-2014 |
| 4    | フランツ・ブルクマイアー   | 105  | 9    | 2001-     |
| 5    | トーマス・ベック           | 92   | 5    | 1998-2013 |
| 6    | ダニエル・ハスラー         | 81   | 1    | 1993-2007 |
| 7    | マルティン・テルザー       | 73   | 1    | 1996-2007 |
| 8    | ロニー・ビュッヘル         | 72   | 0    | 1998-2010 |
| 9    | ミヒャエル・シュトックラサ | 71   | 2    | 1998-2012 |
| 10   | マルティン・ビュッヘル     | 65   | 2    | 2004-     |

| 順位 | 選手                       | 得点 | 出場 | 期間      |
| ---- | -------------------------- | ---- | ---- | --------- |
| 1    | マリオ・フリック           | 16   | 125  | 1993-2015 |
| 2    | フランツ・ブルクマイアー   | 9    | 104  | 2001-     |
| 3    | マルティン・シュトックラサ | 5    | 113  | 1996-2014 |
| 3    | トーマス・ベック           | 5    | 92   | 1998-2013 |
| 3    | ミケーレ・ポルヴェリーノ   | 5    | 58   | 2007-     |
| 6    | ミヒャエル・シュトックラサ | 2    | 71   | 1998-2012 |
| 6    | マルティン・ビュッヘル     | 2    | 64   | 2004-     |
| 6    | ファビオ・デリア           | 2    | 50   | 2001-2010 |
| 6    | マティアス・クリステン     | 2    | 36   | 2008-     |
| 6    | ベンヤミン・フィッシャー   | 2    | 23   | 2005-2011 |